# Ришельё (линкор)
«Ришельё» — Линкор французского флота. Головной корабль типа «Ришельё». Назван в честь кардинала Ришельё.

## Служба

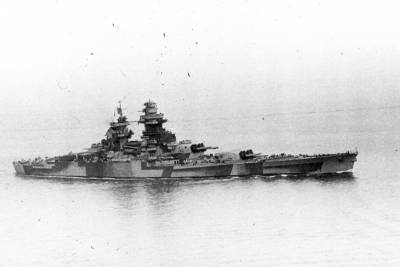
Линкор «Ришельё»

Изначально строился для противодействия итальянскому флоту, который являлся потенциальным противником для французов на Средиземном море.
После нападения Германии на Францию линкор «Ришельё» 18 июня 1940 года отбыл в Дакар, вывозя в трюмах золотые запасы Франции, Бельгии, Польши и частично Нидерландов. К тому моменту Великобритания попыталась нейтрализовать крупные французские военные корабли, чтобы они не достались немцам. Поэтому 8 июля в ходе операции «Катапульта» линкор был атакован самолётами с британского авианосца «Гермес». Взрыв торпеды, сброшенной с самолёта типа «Суордфиш», под дном корабля сильно повредил корму, что лишило линкор возможности совершать боевые выходы из гавани Дакара.
«Ришельё» участвовал в морском бою в сентябре 1940 года (Сенегальская операция), когда британское соединение в составе авианосца «Арк Ройал» и линкоров «Бархэм» и «Резолюшен» пыталось принудить французские корабли к сдаче. В бою «Ришельё» добился одного попадания в английский линкор «Бархэм». Французский линкор больших повреждений не получил, лишившись одного из орудий главного калибра в результате разрыва снаряда в стволе.
После перехода Сенегала на сторону «Свободной Франции», в январе 1943 года линкор с подкреплённой деревянным кессоном кормой отправился в Нью-Йорк с целью восстановительного ремонта и перевооружения. В процессе ремонта с линкора демонтировали две катапульты, заменили РЛС, убрали кран для подъёма самолётов. После чего установили на корме 40 мм зенитное орудие. В октябре 1943 года «Ришельё» отправился в порт Мерс-эль-Кебир. В 1943—1944 годах вместе с силами Британского флота участвовал в освобождении Норвегии.
После окончания второй мировой войны линкор использовался для конвоирования французских войск в Индокитае. Осуществлял артиллерийскую поддержку их высадки на побережье. После совершения визитов в Великобританию и Португалию в 1948 году переоборудован в артиллерийский учебный корабль. В 1958 году вошёл в состав резервных сил. Спустя 10 лет, устарев морально, в 1968 году был отправлен на лом на верфи «Fincantieri» «Cantieri Navali» в Генуе.
В порту Бреста было установлено одно из 380-миллиметровых корабельных артиллерийских орудий ГК линкора «Ришельё». Это орудие как памятник стоит и поныне, напоминая о славной службе линкора.